# Jean-Guy Le Floch
Pour les articles homonymes, voir Floc'h.
Jean-Guy Le Floch, né le 9 novembre 1953 à Carhaix est un industriel français .
Armor Lux, ex-Bonneterie d'Armor, basée à Quimper, est devenue une marque mode depuis que ce collaborateur de Vincent Bolloré en a pris les rênes en 1994.

## Biographie

### Formation
Originaire du Finistère, Jean-Guy Le Floch fait ses classes préparatoires au lycée Chateaubriand à Rennes, en 1971, où il rencontre Michel Guéguen qui deviendra son collaborateur auprès de Vincent Bolloré et son associé à Armor Lux. Il intègre ensuite l'École centrale Paris (promotion 1976), où il rejoint spontanément le club des étudiants bretons. En 1976, pour se perfectionner dans la finance, il continue ses études aux États-Unis, à Stanford, où il obtient un master of sciences.
Une nouvelle passion pour la finance le pousse à prendre des cours d’expertise comptable. Et c’est avec ces nouvelles compétences qu’il intègre le groupe Alstom, une filiale des Chantiers de l’Atlantique à Nantes, puis Bull, à Angers, en tant que directeur du contrôle de gestion. 

### Carrière
Jean-Guy Le Floch s'est toujours considéré comme un « expatrié de l'intérieur ». Financier et bras droit de Vincent Bolloré, sa passion pour la Bretagne le pousse à revenir chez lui en 1994. Finalement il décide de racheter la société Bonneterie d'Armor dont il est toujours l'actuel PDG, avec Michel Guéguen. En 2013, il fabrique dans ses usines les bonnets rouges portés par les manifestants bretons contre l'écotaxe poussée par Jean-Marc Ayrault,. À la suite du décès de Guéguen en 2023, il annonce céder les rênes d'Armor Lux à leurs enfants respectifs.
Il fait aussi partie du conseil d'administration du festival interceltique de Lorient au tournant des années 2000.

## Récompenses
- 1998 : Breton de l'année par Armor magazine[11]
- 2009 : Chevalier de la Légion d'honneur[3]
- 2009 : Ordre de l'Hermine[12]

## Référence
1. ↑  Pour sauver Armor-Lux, qu'auriez-vous fait à la place de Jean-Guy Le Floch et Michel Gueguen ?, Capital, 23 février 2015
2. 1 2  « Jean-Guy Le Floch », sur Dirigeants Entreprise (consulté le 28 mai 2019)
3. 1 2  La Légion d'honneur à Jean-Guy Le Floc'h, Ouest France, 16 janvier 2010
4. ↑  Jean-Guy Le Floch, président d'Armor-Lux : expatrié de l’intérieur, Courrier cadres, 27 février 2014
5. ↑  Jean-Guy Le Floch à la rescousse d'Armor Lux, Les Echos, 11 août 2014
6. ↑  Jean-Guy Le Floch, la passion de la Bretagne, Les Echos, 5 août 2008
7. ↑  « Jean-Guy Le Floch : cette écotaxe, c'était la double peine ! », sur Le Point, 29 octobre 2013 (consulté le 18 octobre 2024)
8. ↑  Stanislas du Guerny, « Jean-Guy Le Floch, de Mai 68 aux bonnets rouges », Les Échos,‎ 16 août 2018 (lire en ligne)
9. ↑  « Armor-Lux : un trio familial va reprendre la barre de la marque quimpéroise en 2023 », sur Le Télégramme, 8 juin 2023 (consulté le 18 octobre 2024)
10. ↑  « Jacques-Charles Morice élu président du FIL », dans Le Télégramme, le 21 avril 2001, consulté sur www.letelegramme.fr le 3 août 2017
11. ↑  « Breton de l'année », Bretagne Île de France, no 2,‎ mars 1999, p. 16 (lire en ligne)
12. ↑  Ouest France du 12-13 septembre 2009, éditions Bretagne, page 7